# Нікіткіно (Большемурашкинський район)
Нікіткіно (рос. Никиткино) — присілок в Большемурашкинському районі Нижньогородської області Російської Федерації.
Населення становить 0 осіб. Входить до складу муніципального утворення Григоровська сільрада.

## Історія
Від 2009 року входить до складу муніципального утворення Григоровська сільрада.

## Населення
| 1999 | 2002 | 2010 |
| ---- | ---- | ---- |
| 13   | ↘12  | ↘0   |